# علم جزر كوكوس
أنشي علم جزر كوكوس الحالي 2003 واعتمد في 6 نيسان - أبريل من سنة 2004. صمم العلم محمد مينكوم.

## التصميم
يتكون العلم من حقل أخضر به نخلة داخل قرص ذهبي في الكانتون وهلال ذهبي في وسط العلم وصليب جنوبي ذهبي. تمثل شجرة النخيل النباتات الاستوائية في الجزر ويمثل الهلال الإسلام دين غالبية سكان الجزر؛ ويرمز الصليب الجنوبي إلى أستراليا ونصف الكرة الجنوبي.